# FN-dagen
FN-dagen är en temadag som firas 24 oktober till minne av att FN-stadgan trädde i kraft den dagen efter att de fem permanenta medlemsstaterna i FN:s säkerhetsråd och en majoritet av medlemsstaterna hade ratificerat FN-stadgan. Högtidsdagen instiftades för att främja syftena, målsättningarna och resultaten som FN står för internationellt.
FN-dagen har firats sedan 1948, och påbjuds av FN:s Resolution 168 (II) från 31 oktober 1947. Den 6 december 1971 rekommenderades i resolution 2782 (XXVI) att dagen skulle bli en helgdag i samtliga medlemsländer.
Dagen firas till minne av FN-stadgans ikraftträdande 1945. Majoriteten av de 50 medlemsstaterna hade då raticifierat stadgan, som därmed kunde träda i kraft.

## FN-dagen i världen
- I Costa Rica är dagen en nationell helgdag.
- I Danmark, Finland och Sverige är denna dag en flaggdag där man flaggar antingen med FN-flaggan eller med det egna landets flagga. I Sverige är dagen officiell flaggdag sedan 1983.[4] FN-dagen uppmärksammas ofta i svenska skolor.[5][6]
- I Sverige säljs sedan 2005 denna dag en särskild FN-bakelse.[7]
- I USA håller presidenten ett tal varje år sedan 1946.